# Сиражудинов, Артур Саидгаджиевич
	Артур Саидгаджиевич Сиражудинов (15 сентября 1993) — российский спортсмен, специализируется по ушу и ММА. Призёр чемпионата России по ушу. Кандидат в мастера спорта России. Также работает тренером по ушу и грэпплингу.

## Спортивная карьера
Является воспитанником школы федерации ушу Ростовской области, тренируется у Александра Ковалёва. В 2019 году дебютировал в ММА. В апреле 2024 года в Москве, уступив в финале Руслану Юсупову из Дагестана, стал серебряным призёром чемпионата России. В апреле 2025 года в Москве стал бронзовым призёром чемпионата России.

## Спортивные достижения
- Чемпионат России по ушу 2024 — ;
- Чемпионат России по ушу 2025 — ;